# Робин Уорън
 Джон Робин Уорън (на английски: John Robin Warren) е австралийски патолог, Нобелов лауреат и изследовател, който през 1979 г. преоткрива бактерията Helicobacter pylori, заедно с колегата си Бари Маршал.

## Биография
Роден е на 11 юни 1937 г. в Аделаида, Австралия. Получава бакалавърска степен по медицина и хирургия в Университета в Аделаида, след като завършва колежа „Сейнт Питърс“. През 1967 г. е приет в Кралския колеж по патология в Австралия, където прекарва по-голямата част от кариерата си и става старши патолог на Кралската болница в Пърт.
Робин Уорън е женен за психиатърката Уинифред Тереза Уорън и двамата имат пет деца.

## Научна дейност
В Университета на Западна Австралия, заедно с колегата си Бари Дж. Маршал, Уорън доказва, че причинител на стомашната язва и гастрита е бактерията Helicobacter pylori. Той участва в разработването на подходящ диагностичен тест за откриване на бактерията при пациенти с язва.
През 2005 г. Уорът и Маршал са отличени с Нобелова награда за физиология или медицина. Благодарение на откритието на Маршал и Уорън пептичната язва вече не се смята за хронично заболяване и може да бъде излекувана чрез кратък курс антибиотици и кислородни инхибитори, защитаващи стомаха.
На следващата 2006 година, за живота и работата на двамата учени, е заснет австралийският документален филм „The Winner's Guide to the Nobel Prize“ (неофициален превод: „Пътеводител на Нобеловия лауреат“). През 2007 Уорън е обявен за носител на Ордена на Австралия.